# Горбач Ігор
Ігор Горбач (нар. 11 серпня 1968) — український гравець у водне поло. Він брав участь у турнірі серед чоловіків на літніх Олімпійських іграх 1996 року.